# Тутінг-Бродвей (станція метро)
51°25′39″ пн. ш. 0°10′05″ зх. д. / 51.42759898° пн. ш. 0.16800078° зх. д.
Тутінг-Бродвей (англ. Tooting Broadway) — станція Північної лінії Лондонського метрополітену, розташована у районі Тутінг у 3-й тарифній зоні. В 2018 році пасажирообіг станції — 15.30 млн осіб.
- 13 вересня 1926: відкриття станції у складі City and South London Railway.

## Пересадки
- на автобуси London Buses маршрутів: 44, 57, 77, 127, 131, 155, 219, 264, 270, 280, 333, 355, 493, G1 та нічні маршрути N44, N155.[4][5]